# Sârbi (Fărcașa), Maramureș
Sârbi este un sat în comuna Fărcașa din județul Maramureș, Transilvania, România.

## Istoric
Prima atestare documentară: 1428 (possessio Valahalis Tothfalu). 

## Etimologie
Etimologia numelui localității: din antrop. Sârb(u), nume etnic, la pl. 

## Demografie
La recensământul din 2011, populația era de 577 locuitori. 

## Note

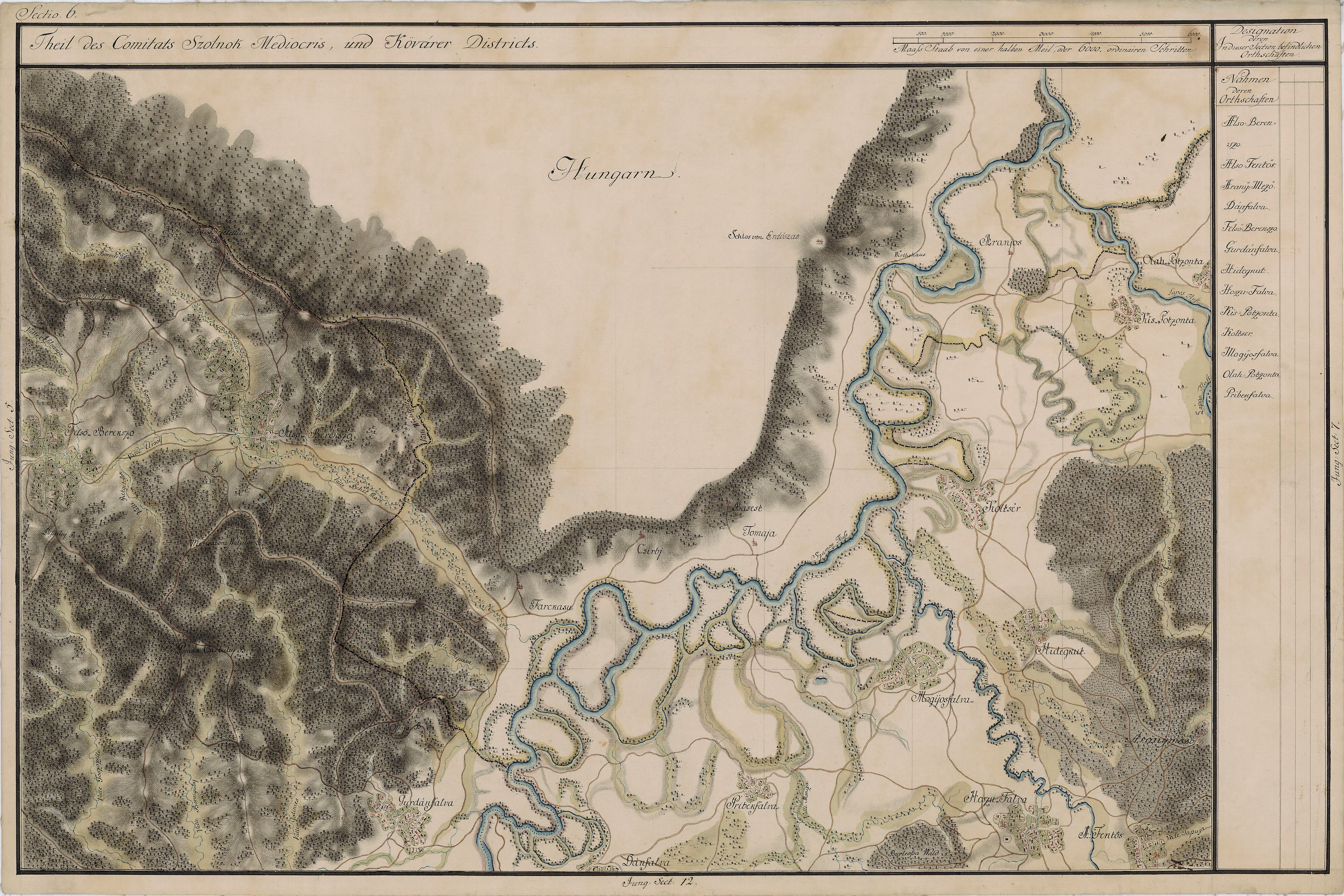
Sârbi în Harta Iosefină a Transilvaniei